# Ricky Bell
Ricky Lynn Bell (ur. 8 kwietnia 1955 w Houston, zm. 28 listopada 1984 w Los Angeles) – amerykański futbolista grający na pozycji biegacza.

## Wczesne życie
Ricky Bell urodził się w Houston jako syn Langstona i Ruth. Miał sześciu braci: w tym Archiego (ur. 1944) – piosenkarza, lidera afroamerykańskiej grupy rhythmandbluesowej Archie Bell and the Drells, Lee (ur. 1946) – choreografa Archie Bell and the Drells oraz Jerry’ego – mistrza świata w karate oraz piosenkarza. Był także spokrewniony z producentem muzycznym, Thomem Bellem.

## Kariera

### College
Ricky Bell karierę sportową rozpoczął w 1966 roku w John C. Fremont High School w South Los Angeles (regionie hrabstwa Los Angeles). W 1973 roku rozpoczął naukę na Uniwersytecie Południowej Kalifornii w Los Angeles, gdzie grał w uniwersyteckiej drużynie USC Trojans, w której był gwiazdą (pędził nawet 1875 jardów), a także grał na pozycji wspomagającego.
Bell zwrócił na siebie uwagę podczas sezonu 1974, w którym już grał na pozycji biegacza, dzieląc pozycję z Davidem Farmerem. 1 stycznia 1975 roku po wygranej 18:17 w finale z Ohio State Buckeyes zdobył Rose Bowl.
W sezonie 1975 klub wygrał 7 pierwszych meczów w rozgrywkach NCAA Division I, notując bilans 8 zwycięstw i 4 porażek. 22 grudnia 1975 roku po wygranej 20:0 w finale Texas A&M Aggies zdobył Liberty Bowl. Bell pędził 1875 jardów, zajął 3. miejsce w klasyfikacji do Heisman Trophy oraz został wybrany do College Football All-America Team.
W sezonie 1976, w którym klub zaliczył bilans 11 zwycięstw i 1 porażki, został Zawodnikiem Roku Pac-12 Conference, zdobywcą Pop Warner Trophy oraz ponownie wybrany do College Football All-America Team. 1 stycznia 1977 roku po wygranej 14:6 w finale z Michigan Wolverines ponownie zdobył Rose Bowl. Mimo licznych kontuzji, które ograniczyły jego czas gry, ustanowił rekord biegu w jednym meczu (347 jardów z Washington State Cougars na stadionie New Kingdome w Seattle), zdobywając tym samym 1347 punktów w klasyfikacji do Heisman Trophy, które mu dały 2. miejsce, tuż za Tonym Dorsettem z Pittsburgh Panthers (2357 punktów).

### NFL

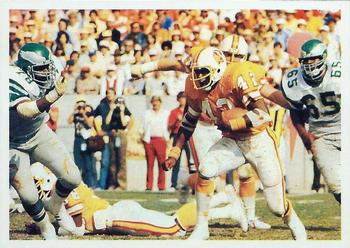
Ricky Bell podczas meczu Tampa Bay Buccaneers (1979)

Ricky Bell 3 maja 1977 roku został wybranym numerem 1 w drafcie NFL przez działaczy Tampa Bay Buccaneers. Klub w sezonie 1975/1976 nie wygrał żadnego meczu. Bell podpisał z klubem 5-letni kontrakt o wartości 1 200 000 dolarów (najwyższy kontrakt debiutanta w historii NFL). Wybór był uważany za kontrowersyjny, gdyż Tony Dorsett, który trafił do Dallas Cowboys, był uważany za lepszego zawodnika od Bella, jednak wybór Bella nie był niespodzianką, gdyż trenerem drużyny Piratów był trener Bella z uniwersyteckiej drużyny USC Trojans, John McKay. Sezon 1978/1979 był najlepszym sezonem w wykonaniu Bella: pędząc na 1264 jardy oraz doprowadzając klub do triumfu w Dywizji Centralnej, poprowadził ich zarazem do awansu do fazy play-off, a także ich pierwszego zwycięstwa w tej fazie (29 grudnia 1978 roku na wyjeździe z Philadelphia Eagles – 24:17), dzięki czemu awansował do finału National Football Conference, w którym 6 stycznia 1979 roku na wyjeździe przegrał z Los Angeles Rams 9:0, nie awansując do Super Bowl 1979 oraz kończąc tym samym udział w rozgrywkach. W tej fazie pędził 142 jardy na 38 bramek.
W marcu 1982 roku trener John McKay wysłał Bella do San Diego Chargers, jednak z powodu choroby (zapalenie skórno-mięśniowe), której objawami były: utrata wagi, bóle mięśni i poważne problemy skórne, tuż przed rozpoczęciem sezonu 1982/1983 zakończył karierę sportową.

## Sukcesy

### Zawodnicze
USC Trojans
- Rose Bowl: 1975, 1977
- Liberty Bowl: 1975

Tampa Bay Buccaneers
- Finał National Football Conference: 1979

### Indywidualne
- Zawodnik Roku Pac-12 Conference: 1976
- Pop Warner Trophy: 1976
- College Football All-America Team: 1975, 1976
- Członek College Football Hall of Fame: 2004

## Życie prywatne
Ricky Bell miał żonę Natalię, z którą miał dwójkę dzieci: syna Ricky’ego Jr. (ur. 1974) oraz córkę Noell (ur. 1981). Zmarł 28 listopada 1984 roku w Los Angeles z powodu niewydolności serca spowodowanej zapaleniem skórno-mięśniowym. Został pochowany na Inglewood Park Cemetery w Inglewood w Kalifornii.

## Upamiętnienie
2 kwietnia 1991 roku w stacji CBS odbyła się premiera filmu telewizyjnego pt. Triumf serca, opowiadającego o przyjaźni Ricky’ego Bella z niepełnosprawnym fizycznie chłopcem oraz jego walce z chorobą. W rolę Bella wcielił się Mario Van Peebles.
W 2004 roku został wprowadzony do College Football Hall of Fame.